# Bâtiment du musée de la Krajina
Le bâtiment du musée de la Krajina (en serbe cyrillique : Зграда Музеја Крајине ; en serbe latin : Zgrada Muzeja Krajine) se trouve à Negotin, dans le district de Bor, en Serbie. Il est inscrit sur la liste des monuments culturels protégés de la république de Serbie (identifiant no SK 335),.

## Présentation

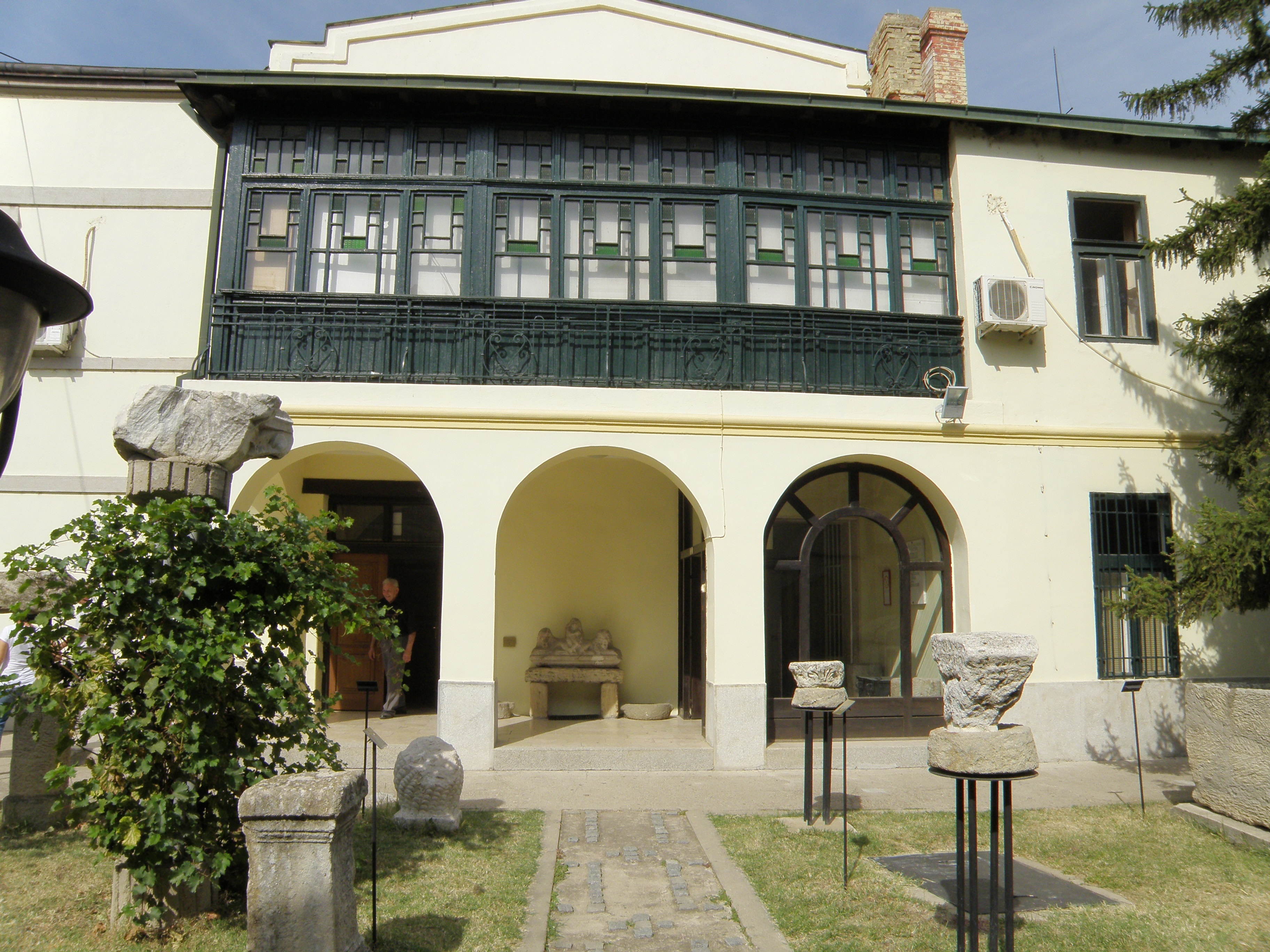
La façade sur cour.

Le bâtiment est situé à l'angle des rues Vere Radosavljević et Ljube Nešić ; il a été construit à la fin du XIXe siècle et au début du XXe siècle. D'abord conçu comme une résidence urbaine pour le marchand Dušan Jotić[réf. nécessaire], il accueille depuis 1952 le musée de la Krajina.
Il est constitué d'un rez-de-chaussée et d'un étage ; le rez-de-chaussée abrite des espaces d'exposition et des dépôts tandis que l'étage abrite des espaces d'exposition et des bureaux. L'angle de la façade sur rue est accentué sur plan vertical par la présence d'un dôme tandis que la façade sur cour est traitée dans un style inspiré de l'architecture « balkanique ».